# Frankfurter Handball Club

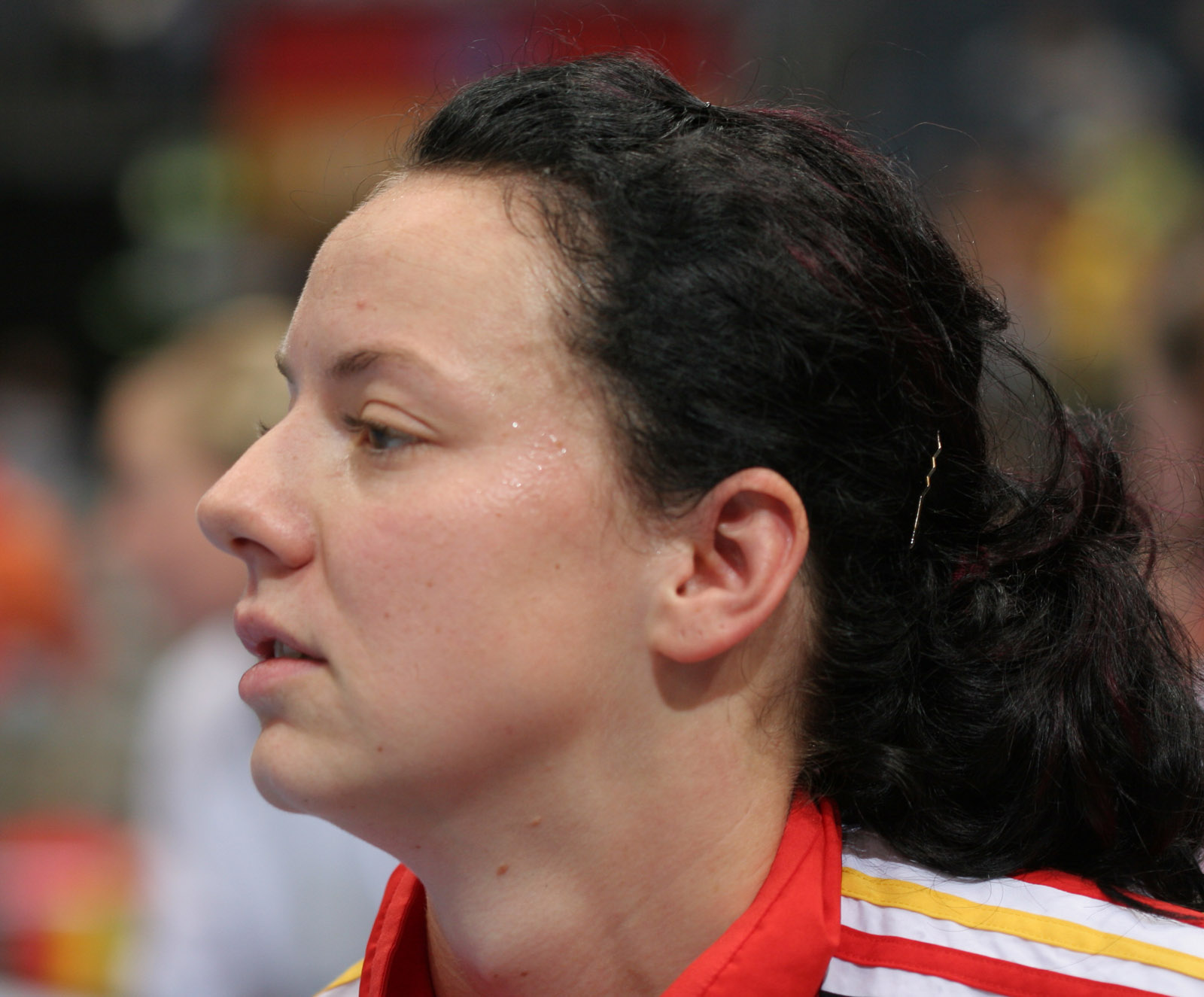
Mandy Hering - od 1998 zawodniczka FHC, w 2007 brązowa medalistka mistrzostw świata

Frankfurter Handball Club e.V. (FHC) – klub piłki ręcznej z Frankfurtu nad Odrą. Powstał w 1994, występuje w rozgrywkach kobiecych 1. Bundesligi. Jego barwy: żółto-czerwone. 

## Sukcesy
- Mistrz Niemiec w piłce ręcznej kobiet - 1982, 1983, 1985, 1986, 1987, 1990, 2004
- Puchar DHB w piłce ręcznej kobiet - 1981, 1982, 1984, 1986, 1990, 2003
- IHF-Cup - 1985, 1990
- City-Cup - 1997
- Deutschland-Cup - 1990

## Trenerzy
- Dietmar Schmidt (od 2006)
- Thomas Horlyk (2004–2006)
- Dietmar Rösicke (2001–2004)